# Рейхскомиссариат Нидерланды
Рейхскомиссариат Нидерла́нды (нем. Reichskommissariat Niederlande, нидерл. Rijkscommissariaat Nederland) — административно-территориальная единица нацистской Германии, существовавшая с 1940 по 1945 годы.

## Образование
В результате успешной Голландской операции, проведённой частями Вермахта, и капитуляции Нидерландов 14 мая 1940 года Германия установила полный контроль над нидерландскими территориями, а 15 мая голландская армия капитулировала. Часть нидерландских политиков во главе с королевой Вильгельминой бежала в Лондон, где образовала правительство в изгнании. С момента вторжения в Нидерландах начала действовать военная администрация во главе с Александером фон Фалькенхаузеном.

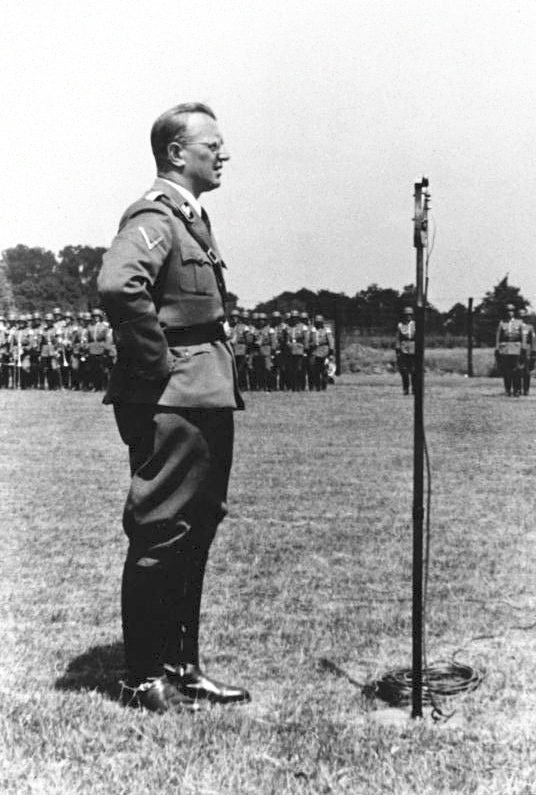
Артур Зейсс-Инкварт выступает в Гааге

Указом А. Гитлера 19 мая 1940 года в стране была учреждена гражданская администрация — рейхскомиссариат; в 11 провинций Нидерландов были назначены уполномоченные. 29 мая 1940 года в должность рейхскомиссара Нидерландов официально вступил Артур Зейсс-Инкварт. По плану Гитлера голландцы должны были рассматриваться как «расово родственные» люди по отношению к немцам и привлекаться к воплощению идей национал-социализма.

## Структура
29 мая 1940 года было сформировано правительство — Управление Рейхскомиссариата во главе с А. Зейсс-Инквартом. В состав Управления вошли:
- Генеральный комиссар по вопросам управления и юстиции: д-р Фридрих Виммер;
- Генеральный комиссар по вопросам финансов и экономики д-р Ганс Фишбёк;
- Генеральный комиссар по вопросам безопасности Ганс Альбин Раутер;
- Генеральный комиссар для особых поручений, представитель НСДАП: Фриц Шмидт (1940—1943), Пауль Риттербуш (1943—1945);
- Представитель Имперского министерства иностранных дел: Отто Бене.

## Деятельность
В феврале 1943 года на принудительные работы в Германию было направлено 16 тыс. рабочих из Голландии; в мае 1943 года на принудительные работы в Германию были направлены все студенты-мужчины из Голландии.

## Последние годы
С 1944 года территория рейхскомиссариата подвергалась непрерывным атакам со стороны сил стран Антигитлеровской коалиции. Первая попытка освобождения Нидерландов была предпринята 17 сентября 1944 года, в день начала т. н. Операции «Маркет Гарден», в ходе которой десантные подразделения союзных армий высадились на территории Нидерландов, преследуя цель соединения с союзными же танковыми частями в Бельгии и перехвата стратегической инициативы. Однако из-за плохой организации операции и успешных действий немецких войск операция не увенчалась успехом.
Вскоре после этого, в начале 1945 года, освобождение Нидерландов было осуществлено канадскими войсками, быстро справившимися с ослабленными немецкими частями. 4 мая 1945 года германские войска в Нидерландах капитулировали и рейхскомиссариат прекратил своё существование (хотя его аппарат был эвакуирован в Германию значительно раньше).